# Weyes Blood

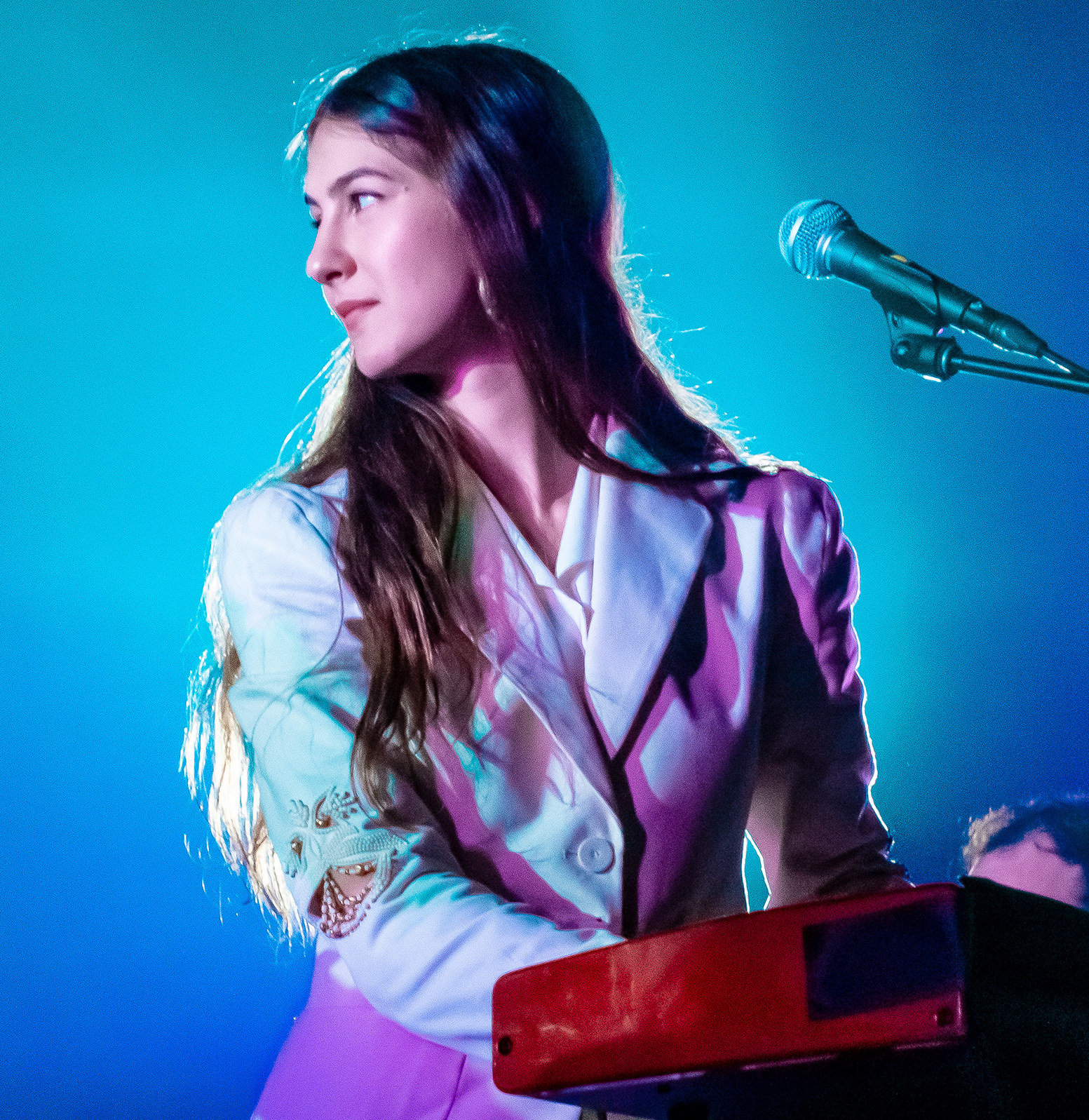
Weyes Blood (2019)

Weyes Blood (* 11. Juni 1988; bürgerlich Natalie Mering) ist eine amerikanische Indie-Folkmusikerin.
Mering stammt aus Santa Monica (Kalifornien). Seit 2006 ist sie im Bereich Undergroundmusik tätig. Sie war erst Bassistin des Musikerkollektivs Jackie-O-Motherfucker und arbeitete mit Ariel Pink zusammen. 2011 veröffentlichte sie ihr Debütalbum The Outside Room. Ihren Durchbruch hatte sie 2019 mit dem dritten Album Titanic Rising, das in die offiziellen britischen Charts und auf Platz 6 der US-Independent-Charts kam. 2021 sang sie zusammen mit Zella Day und Lana Del Rey eine Coverversion des Liedes For Free von Joni Mitchell, die auf dem Album Chemtrails Over The Country Club von Lana Del Rey erschien.
Ihr Künstlername geht auf den Roman Wise Blood der Schriftstellerin Flannery O’Connor zurück.

## Diskografie

### Alben
| Erstveröffentlichung | Titel                             | Formate und Label                                           | Anmerkung                         |
| -------------------- | --------------------------------- | ----------------------------------------------------------- | --------------------------------- |
| 11. Mai 2011         | The Outside Room                  | Schallplatte, Musikkassette, Download (Not Not Fun Records) | als Weyes Blood & The Dark Juices |
| 21. Oktober 2014     | The Innocents                     | Schallplatte, CD, Download (Mexican Summer)                 |                                   |
| 21. Oktober 2016     | Front Row Seat to Earth           | Schallplatte, CD, Download (Mexican Summer)                 |                                   |
| 5. April 2019        | Titanic Rising                    | Schallplatte, Musikkassette, CD, Download (Sub Pop)         |                                   |
| 18. November 2022    | And In The Darkness, Hearts Aglow | Schallplatte, Musikkassette, CD, Download (Sub Pop)         |                                   |

### EPs (Auswahl)
- 9. Oktober 2015[9]: Cardamom Times
- 27: Januar 2017[10]: Myths 002 (mit Ariel Pink)
- 22. Oktober 2019[6]: Rough Trade Session